# Keung To
 (janvier 2023).
Keung To (chinois : 姜濤 ; cantonais Jyutping : goeng1 tou4 ; né le 30 avril 1999) est un chanteur et acteur chinois, membre du boys band hongkongais Mirror. Il devient célèbre après avoir remporté le concours de talents de réalité Good Night Show - King Maker en 2018. Keung fait ses débuts en solo en juin 2019 avec le single No. 1 Seed (chinois : 一號種籽).
Keung remporte le prix du chanteur masculin le plus populaire lors de la présentation des Ultimate Song Chart Awards en 2020 et 2021,.

## Biographie

### Jeunesse et débuts
Keung To est né le 30 avril 1999 à l'hôpital Queen Mary. Il est enfant unique. Il a fréquenté l'église baptiste Oi Kwan Road Lui Kwok Pat Fong Kindergarten, Hennessy Road Government Primary School (Causeway Bay), Tang Shiu Kin Victoria Government Secondary School et a obtenu un diplôme de l'école secondaire Yeo Chei Man Senior.
En 2017, Keung participe à l'émission de talents de Chine continentale Super Boy. Il remporte les épreuves régionales, devenant l'un des quatre représentants de la région de Hong Kong, Macao et Taïwan. Il termine dans le top 30.

### Mirror (depuis 2018)
En 2018, Keung participe à l'émission télévisée de talents Good Night Show - King Maker (chinois : 全民造星), créée par ViuTV, en tant que concurrent no 99. Le 14 octobre 2018, il remporte le concours, terminant avec un score combiné de 21,4%, déterminé par un jury professionnel et des votes du public. Le 3 novembre 2018, Keung fait ses débuts en tant que membre du boys band Mirror, lors d'une conférence de presse avec leur premier single In a Second (一秒間).

### Activités solo (depuis 2019)
En juin 2019, Keung fait ses débuts en solo avec la sortie de No. 1 Seed (一號種籽),, grimpant rapidement dans les palmarès de la musique pop traditionnelle, en tête à la troisième place. En juillet 2019, il donne un concert solo, pour lequel les billets se sont rapidement vendus Ses deux singles suivants, Atlantis (亞特蘭提斯), sorti en septembre 2019, et A Little More A Day (一天多一點), en décembre, ont tous deux figuré dans les charts pop hongkongais.
En 2020, la pandémie de Covid-19 interrompt ses plans en Corée du Sud pour filmer un clip vidéo pour une nouvelle chanson qui avait déjà été produite. En réponse à la pandémie, Keung sort le single The Love Without Words (également connu sous le nom de Saying I Love You With My Mouth Covered ; 蒙着嘴說愛你,). Le clip vidéo, réalisé par Fen Yuen, souligne les effets de la pandémie sur le mode de vie des Hongkongais. Saying I Love You With My Mouth Covered remporte la chanson la plus populaire lors de la présentation des Ultimate Song Chart Awards 2020. Keung remporte également le prix du chanteur masculin le plus populaire lors de la même remise de prix. Le 2 septembre 2020, Keung sort son cinquième single Disease of Loneliness (孤獨病). Contrairement aux styles de ses chansons précédentes, les paroles de ce single évoquent une profonde tristesse, tournant autour des expériences personnelles de Keung avec la solitude, et la mélodie est plus délicate. Keung a créé et réalisé le concept du clip vidéo de la chanson, tourné en une seule prise continue. Le 15 novembre 2020, Keung sort son sixième single Love Visa Application (愛情簽證申請),. La chanson et le clip vidéo sont enregistrés et produits lors du voyage de Keung à Taïwan. Keung participe à l'écriture des paroles de la chanson et de l'histoire du clip vidéo.
Le 19 mars 2021, Keung sort Master Class,, une chanson Reggaeton and Blues, recevant de nombreux commentaires positifs. Le 29 mai 2021, Master Class devient le premier single de Keung à figurer dans le top quatre des charts grand public hongkongais. Son huitième single, Dear My Friend sort le 5 août 2021. La ballade détaille son chagrin pour son défunt ami Kin Lam, décédé subitement en mars 2021. Le single domine les charts de streaming locaux hebdomadaires sur KKBOX, Moov et Joox pendant quatre semaines. La chanson remporte également le prix de la chanson la plus populaire lors de la présentation des Ultimate Song Chart Awards 2021, faisant de l'artiste le seul gagnant à avoir remporté à la fois la chanson la plus populaire et le chanteur masculin le plus populaire au cours des années consécutives. Le 27 août 2021, Fatboy et Keung, membres d'Error, sortent le single Agent Fat Keung 2.0 (特務肥姜2.0), dans la continuité de leur première performance ensemble (特務肥姜), dans Good Night Show - King Maker.
Keung, ainsi que les membres de Mirror — Ian Chan, Anson Lo, Anson Kong, Jer Lau et Edan Lui — jouent le concert MOOV LIVE Music on the Road les 7 et 8 décembre 2021. Il collabore avec l'auteur-compositeur-interprète AGA sur le single I Know, sorti le 16 décembre 2021.
Son neuvième single solo, Spiegel im Spiegel (en français : Miroir dans le miroir ; chinois : 鏡中鏡) sort le 2 janvier 2022. Il interprète la chanson pour la première fois en direct au MOOV Live Music on the Road le 7 décembre 2021. Le deuxième single de Keung, What the Work Says (作品的說話) sort le 30 avril 2022. La chanson diffuse un message sur la paix dans le monde.

### Carrière d'acteur
Keung fait ses débuts d'acteur dans la série télévisée ViuTV Retire to Queen. Keung fait une apparition dans la série dramatique jeunesse We are the Littles, diffusée en décembre 2020. Il joue dans la série dramatique Ink at Tai Ping, diffusée en janvier 2021. En août 2020, Keung commence le tournage du drame taïwanais Sometimes When We Touch. Le tournage se termine le 15 novembre 2021. La série commence à être diffusée en août 2021. Il fait ses débuts au cinéma dans le film de Kearen Pang Mama's Affair, dans lequel il partage la vedette avec Teresa Mo et Jer Lau.